# Lana Condor
Lana Condor (született Trần Đồng Lan, Cần Thơ, 1997. május 17. –) vietnámi születésű amerikai színésznő és youtuber.
A legismertebb alakítása Lara Jean Covey A fiúknak-filmekben.

## Fiatalkora
Vietnámban született, első hónapjait egy Cần Thơ-i árvaházban töltötte Trần Đồng Lan néven. 1997. október 6-án örökbe fogadták és átnevezték amerikai szülei, Mary Carol Condor és Bob Condor, majd elvitték Chicagoba. Van egy bátyja, Arthur, akit ugyanabból az árvaházból fogadtak örökbe. Whidbey Islanden és New Yorkban is élt családjával.
Gyerekkorában balettozni tanult. Színészetet a New York-i Filmakadémián és a Yale Summer Conservatory for Actorsban tanult, 2014-ben pedig a California State Summer School for the Arts színházi ösztöndíjasa volt. 2014-ben középiskolásként a New York-i Professional Performing Arts Schoolba járt, 2015-ben pedig a Los Angeles-i Notre Dame Academy-n végzett. 2016-ban felvették a Loyola Marymount Egyetemre, de úgy döntött, hogy elhalasztja a felvételt, hogy színészettel foglalkozzon.

## Pályafutása
Első szerepe az X-Men: Apokalipszis című filmben volt. 2016-ban szerepelt Peter Berg Patriots Day című filmdrámájában. 2017-ben szerepelt a Lifetime Középiskolás szerető című romantikus filmthrillerjében. A következő évben főszereplő volt a Netflix romantikus filmdrámájában, a Susan Johnson által rendezett és Jenny Han azonos című ifjúsági regénye alapján készült A fiúknak, akiket valaha szerettemben.
2019-ben a bérgyilkos Saya Kuroki-t alakította a SyFy Orgyilkos osztály című akciódráma sorozatában. Koyomiként szerepelt Robert Rodríguez Alita: A harc angyala című sci-fi filmjében.  2019-ben a Netflix Rilakkuma és Kaoru című stop-motion animációs sorozatában Kaoru karakterének hangját adta, vendégszerepelt BoJack Horseman című sorozatában, és társszereplő volt a Summer Night című romantikus vígjátékban.
2020-ban megismételte Lara Jean Covey szerepét A fiúknak – Utóirat: Még mindig szeretlek című filmben. A következő évben ismét Lara Jean Covey szerepét játszotta A fiúknak – Örökkön örökké, a trilógia harmadik és egyben utolsó részében..
2022-ben főszereplője volt a Netflix A frászt hozod rám című vígjáték-dráma sorozatában. Ugyanebben az évben a Moonshot című romantikus sci-fi film főszerepét játszotta. A címszereplő hangját adta a DreamWorks Ruby Gillman, tinikráken című animációs filmjében.

## Magánélete
2015 augusztusában ismerkedett meg Anthony De La Torre színésszel. 2021 decemberében eljegyezték, miközben Mexikóban nyaraltak. 2024 október végén összeházasodtak egy meghitt ceremónián Malibuban.

## Filmográfia

### Film
| Év   | Magyar cím                                | Eredeti cím                            | Szerep                   | Magyar hang   |
| ---- | ----------------------------------------- | -------------------------------------- | ------------------------ | ------------- |
| 2016 | X-Men: Apokalipszis                       | X-Men: Apocalypse                      | Jubilation Lee / Jubilee | Csifó Dorina  |
| 2016 |                                           | Patriots Day                           | Li                       |               |
| 2018 | A fiúknak, akiket valaha szerettem        | To All the Boys I've Loved Before      | Lara Jean Covey          | Csifó Dorina  |
| 2019 | Alita: A harc angyala                     | Alita: Battle Angel                    | Koyomi                   | Terdik Sára   |
| 2019 |                                           | Summer Night                           | Lexi                     |               |
| 2020 | A fiúknak – Utóirat: Még mindig szeretlek | To All the Boys: P.S. I Still Love You | Lara Jean Covey          | Csifó Dorina  |
| 2021 | A fiúknak – Örökkön örökké                | To All the Boys: Always and Forever    | Lara Jean Covey          | Csifó Dorina  |
| 2022 |                                           | Moonshot                               | Sophie Tsukino           |               |
| 2024 | Ruby Gillman, tinikráken                  | Ruby Gillman, Teenage Kraken           | Ruby Gillman (hangja)    | Rudolf Szonja |

### Televízió
| Év   | Magyar cím              | Eredeti cím         | Szerep                 | Megjegyzések                                 |
| ---- | ----------------------- | ------------------- | ---------------------- | -------------------------------------------- |
| 2017 | Középiskolás szerető    | High School Lover   | Allison                | tévéfilm                                     |
| 2019 | Orgyilkos osztály       | Deadly Class        | Saya Kuroki            | - főszereplő - magyar hangja: - Molnár Ilona |
| 2019 | Rilakkuma és Kaoru      | Rilakkuma and Kaoru | Kaoru (hangja)         | főszereplő                                   |
| 2019 | BoJack Horseman         | BoJack Horseman     | Casey McGarry (hangja) | 2 epizód                                     |
| 2022 | A frászt hozod rám      | Boo, Bitch          | Erika Vu               | főszereplő                                   |
| 2024 | Abbott Általános Iskola | Abbott Elementary   | Olivia                 | 2 epizód                                     |